# Octobre 1832

## Événements

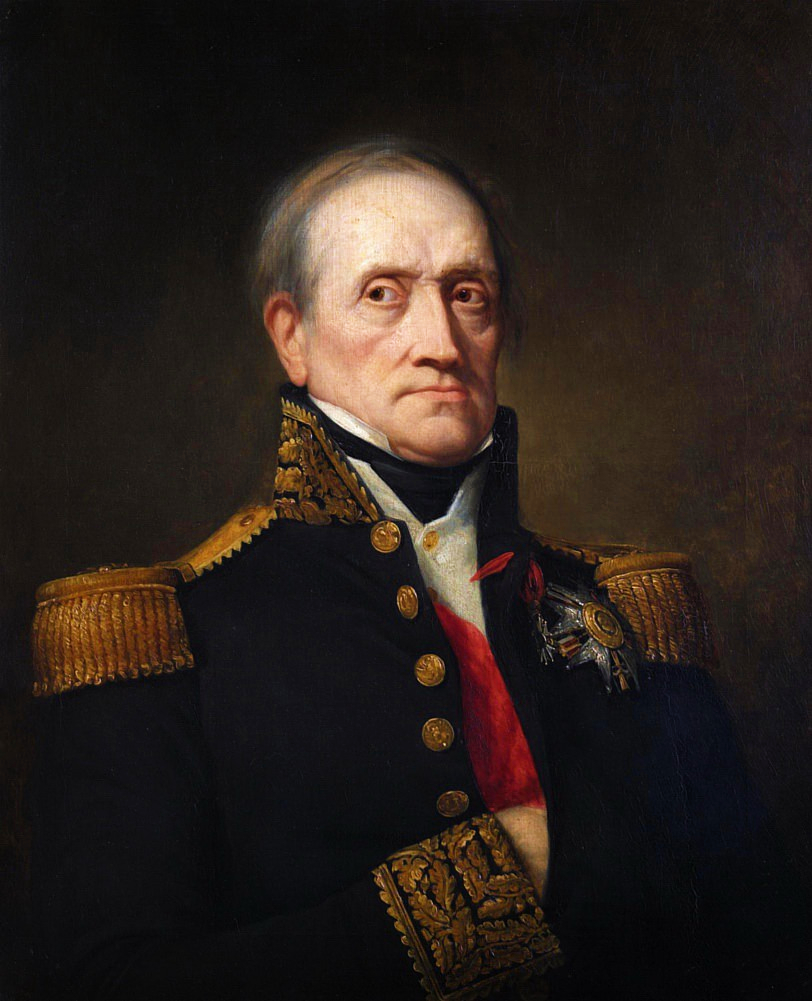
Nicolas Soult, premier ministre

- 8 octobre, France : Victor Hugo quitte la rue Jean-Goujon pour le n° 6 de la place Royale (actuelle place des Vosges).

- 11 octobre : premier gouvernement du maréchal Soult, le ministère de tous les talents : le maréchal Soult, duc de Dalmatie, président du Conseil et ministre de la Guerre (fin en 1834). Avec Guizot, les doctrinaires, favorables à la monarchie constitutionnelle mais hostiles à l'extension du suffrage, sont appelés au gouvernement. Guizot, ministre de l’Instruction publique (fin en 1837), organise l’enseignement en favorisant l’ouverture d’écoles primaires dans les communes. Le duc de Broglie, ministre des Affaires étrangères (fin en 1834). Thiers, ministre de l'Intérieur. Les Finances sont confiées à Georges Humann, riche banquier alsacien.

- 20 octobre : préface à l'édition définitive de Notre-Dame de Paris.

- 24 octobre : traité entre la régence de Tunis et la France, qui obtient le droit exclusif de la pêche du corail sur les côtes tunisiennes.

- 26 octobre, France : ordonnance créant la cinquième Académie, l'Académie des sciences morales et politiques.

## Naissances
- 2 octobre :
  - Julius von Sachs (mort en 1897), botaniste allemand.
  - Edward Tylor (mort en 1917), anthropologue britannique.
- 3 octobre : Albert Samuel Gatschet (mort en 1907), ethnologue et linguiste suisse.
- 6 octobre : Christian Mali, peintre allemand († 1er octobre 1906).
- 7 octobre : William Thomas Blanford, géologue et naturaliste britannique († 1905).
- 13 octobre : Joseph François Joindy, sculpteur et médailleur français († 1er novembre 1906).

## Décès
- 28 octobre : Jacques Mathieu Delpech (né en 1777) médecin français.